# Alejandro Damián González
Alejandro Damián González Hernández (Montevideo, 23 de março de 1988) é um futebolista uruguaio que joga como lateral-direito ou zagueiro. Atualmente joga pelo Oriental, da segunda divisão do Uruguai.

## Carreira
Começou sua carreira jogando pelo Peñarol em 2005. Nesse mesmo ano jogou o Sul-Americano Sub-17 com o Uruguai. Em 2007 jogou o Sul-Americano Sub-20. No ano seguinte, foi campeão do Torneo Clausura e naquele mesmo ano também jogou pelo Tacuarembó. Em 2009 foi emprestado ao Sporting Cristal.
Em 2010 ele retornou ao Peñarol e jogou alguns jogos do Torneio Clasura de 2010, onde o Peñarol foi campeão invicto, ganhando 14 de 15 jogos, empatando o restante. Jogou as finais do Campeonato Uruguaio contra o Nacional devido a lesão de Gerardo Alcoba. No ano seguinte, tornou-se titular no Peñarol.

## Títulos
Peñarol
- Campeonato Uruguaio: 2009–10 e 2012–13

### Clubes
| Clube             | Temporada         | Campeonato nacional | Campeonato nacional | Copa nacional[a] | Copa nacional[a] | Competições continentais[b] | Competições continentais[b] | Outros torneios[c] | Outros torneios[c] | Total | Total |
| Clube             | Temporada         | Jogos               | Gols                | Jogos            | Gols             | Jogos                       | Gols                        | Jogos              | Gols               | Jogos | Gols  |
| ----------------- | ----------------- | ------------------- | ------------------- | ---------------- | ---------------- | --------------------------- | --------------------------- | ------------------ | ------------------ | ----- | ----- |
| Peñarol           | 2009-10           | 8                   | 0                   | 0                | 0                | 0                           | 0                           | 0                  | 0                  | 8     | 0     |
| Peñarol           | 2010-11           | 14                  | 0                   | 0                | 0                | 14                          | 0                           | 0                  | 0                  | 28    | 0     |
| Peñarol           | 2011-12           | 27                  | 1                   | 0                | 0                | 6                           | 0                           | 0                  | 0                  | 33    | 1     |
| Peñarol           | 2012-13           | 10                  | 0                   | 0                | 0                | 0                           | 0                           | 0                  | 0                  | 6     | 0     |
| Peñarol           | Total             | 59                  | 1                   | 0                | 0                | 20                          | 0                           | 0                  | 0                  | 79    | 1     |
| Total na carreira | Total na carreira | 59                  | 1                   | 0                | 0                | 20                          | 0                           | 0                  | 0                  | 79    | 1     |

- a. ^ Jogos da Copa Argentina
- b. ^ Jogos da Copa Sul-Americana e Copa Libertadores
- c. ^ Jogos do Jogo amistoso